# Cycloonseizoen van het zuiden van de Grote Oceaan 2013-2014
Het cycloonseizoen van het zuiden van de Grote Oceaan 2013-2014 is de periode waarin de meeste tropische cyclonen zich vormen in het zuiden van de Grote Oceaan ten oosten van de 160e graad oosterlengte. Het seizoen loopt officieel van 1 november 2013 tot april 2014, maar alle tropische cyclonen tussen 1 juli 2013 en 30 juni 2014 worden meegerekend in dit seizoen.